# عمر بن صلاح
عمر بن صلاح (انگلیسی: Oumar Ben Salah؛ زادهٔ ۲ ژوئیهٔ ۱۹۶۴) بازیکن فوتبال اهل ساحل عاج بود.
از باشگاه‌هایی که در آن بازی کرده است می‌توان به باشگاه فوتبال ست و باشگاه فوتبال لو مان اشاره کرد.
وی همچنین در تیم ملی فوتبال ساحل عاج بازی کرده است.